# Bandido
«Bandido» (укр. Бандит) — іспаномовна пісня написана Хосе Луїсом Абелем,  Раулем Орелланом та Хайме Стінусом. Її виконав дует Azúcar Moreno на Євробаченні 1990 року в Загребі.

## Підбір пісні
Televisión Española (TVE), національний мовник Іспанії, використав внутрішній процес відбору Azúcar Moreno. Пісню, яку вибрали для Євробачення 1990 року в Загребі, Хорватія (тоді Югославія). «Bandido», написали та продюсували Хайме Стінус, відомий гітарист і продюсер, і Рауль Ореллана, один з найбільш шанованих продюсерів танцювальної музики в Іспанії. 

## Євробачення 1990 року
Пісня «Bandido» посіла п'яте місце з 96 очками. Німеччина була єдиною країною, яка дала Іспанії 12 балів - найвищий можливий бал для країни.
У пісні йдеться про «бандита», який краде у дівчат любов, аби не залишати їм нічого, крім болю та смутку. У пісні сестри розповідають про те, як бандит очима та брехнею вкрав «кров і життя з їхніх сердець».  Пісня також відома тим, що має одне з найдовших інструментальних вступів в історії фестивалю; 45 секунд із загальної кількості 3 хвилин.

### Технічні проблеми
Технічний збій змусив виконувати пісню довше, ніж зазвичай, музика починалася пізніше. Дві співачки розпочали свою хореографію, але запис розпочався не в той час, що призвело до того, що сестри перестали співати і пішли скаржитися технічним працівникам. Нарешті пісня була виконана досконало протягом трьох хвилин, коли в павільйоні панувала повна тиша. У 2003 році ВВС обрала пісню «Bandido», а також усі події та труднощі, пов'язані із нею, в один з найбільш пам'ятних моментів в історії Євробачення.

## Успіх після фестивалю
Після Євробачення «Bandido» вийшов окремим альбомом в Іспанії, Європі та Латинській Америці, що прославило дует сестер.
Турецька співачка Ашкин Нур Єнгі виклала кавер під назвою «Zehir Gibisin» («Ти як отрута») у своєму другому альбомі «Hesap Ver», який вийшов у 1991 році.